# Срби у Уједињеном Краљевству
Срби у Уједињеном Краљевству су грађани Уједињеног Краљевства српског порекла или људи рођени у Србији који живе и раде у Уједињеном Краљевству.

## Историја
Уједињено Краљевство није привлачило српске исељенике, али је од почетка четрдесетих година 19. века испољавало појачан интерес за Србију. То потврђује и чињеница да је први британски конзул дошао у Србију још 1837. године. Британски публициста Дејвид Укарт је 1843. године, у Лондону, објавио брошуру историјско-политичког карактера под насловом "Фрагмент из историје Србије", чија је сврха била да се званична Британија, али и пословни и привредни кругови у њој, упознају са значајем који је Србија имала у актуелној политици тзв. источног питања, управо поводом смењивања династије Обреновића и доласком Карађорђевића на власт као и сузбијањем утицаја Русије на унутрашње прилике у Србији. Интересовање за Србију почиње у време кризе поводом источног питања, српско-турских ратова и Првог светског рата. После Првог светског рата занимање за Србију је и даље расло, међутим, до Другог светског рата у Великој Британији је било мало Срба. Након Другог светског рата Велика Британија је постала престоница српске политичке емиграције, јер су у њој живели и радили чланови династије Карађорђевић и сам краљ Петар II, чланови владе Слободана Јовановића у избеглиштву, српски патријарх Гаврило Дожић и владика Николај Велимировић, челници "Збора" и лидери четничког покрета.
Српско исељеништво на Острву у највећој мери и чини ратна емиграција. Њено језгро чинило је осам хиљада депортованих људи из немачких логора и других избегличких кампова у Италији и Аустрији. То су били млади људи, већином тридесетих година, бивши официри, али и српски сељаци којима су се породице придружиле доста касније. Према подацима које је 1968. године објавио Светски сабор цркава, у Великој Британији је после рата било пет хиљада економских и двадесет хиљада политичких емиграната из бивше Краљевине Југославије. Велику већину њих су чинили Срби, док је осталих било мање од десет процената. Британска влада је ове људе прихватила искључиво као радну снагу. Ратни емигранти приликом уласка су морали да се писмено определе да ли желе да раде у пољопривреди, у индустрији или рударству. Уговори су потписивани на најмање годину дана, али их је већина Срба због незнања енглеског језика потписивала на три године.
Други талас миграната са српских територија запљуснуо је Острво шездесетих година када је, са радним визама, усељено око десет хиљада српских радника са породицама. После тога, Велика Британија је постала, услед рецесије, затворена за стране раднике. Доследна својој политици према странцима, британска влада није дозвољавала српској емиграцији отворену политичку активност.
Трећи талас миграната је стигао почетком деведесетих година, то су били углавном млади људи. Први су бегунци од грађанског рата, а други су школарци који траже боље услове за школовање и живот.

## Удружења
У време бивше Југославије активни су били југословенски клубови, којих је било шест, као и Југословенска допунска школа са осам разреда и 230 ученика. Најпознатији и најактивнији је био Клуб Југословена, затим ФК Слога из Лондона и ФК Београд из Халифакса. Распадом СФРЈ ове институције су се добрим делом расформирале, а неке и обновиле рад доласком нових исељеника. Такође, било је активно више српских удружења. То су " Равна Гора", Млади четници, Српска национална организација, "Збор", као и пројугословенска организација Ослобођење коју је водио Десимир Тошић, и Демократска алтернатива, коју је неко време водио Милован Ђилас. Тошић је био и уредник листа "Наша реч", који је излазио у Лондону у три хиљаде примерака, а и директор истоименог издавачког предузећа, које је штампало дела југословенских и српских дисидената. У Бирмингему је излазила Љотићева "Искра", али и многи четнички листови.

## Бритић
Бритић је квартални британски српски часопис покренут од стране Алекса Симића и Стана Смиљанића 2008. године са циљем да обезбедим форум за све Србе у Великој Британији, а одатле је и добио назив.

## Вероисповест
На тлу Велике Британије постоји неколико српских православних цркава, у Лондону се налазе две, црква Светог Саве и црквени дом Свети Николај Велимировић, а у Бирмингему црква Светог Лазара. На највећем српском гробљу на Острву, а можда и у Европи, Бруквуду, српска православна црква има своје парцеле.

## Познате личности
- Чедомиљ Мијатовић, економиста, књижевник, историчар, политичар и дипломата
- Слободан Јовановић, правник, историчар, књижевник и политичар, професор Београдског универзитета (1897—1940), председник Српске краљевске академије, ректор Београдског универзитета, професор јавног права и декан Правног факултета у Београду
- Димитрије Митриновић, авангардни критичар, теоретичар, филозоф, есејист, песник и преводилац.
- Борислав Пекић, књижевник
- Ненад Петровић, књижевник
- Стеван Павловић, историчар
- Миодраг Пурковић, историчар
- Радомир Путниковић, књижевник
- Десимир Тошић, српски и југословенски интелектуалац демократске оријентације
- Иринеј Ђорђевић, епископ далматински и доктор теологије
- Милан Мандарић, бизнисмен
- Александар II Карађорђевић, бивши југословенски принц
- Николас Браца, адвокат и бивши председник Европског суда за људска права

- Пит Вучковић, певач и текстописац
- Милија Алексић, фудбалер
- Стив Огризовић, фудбалер
- Мајк Пејић, фудбалер
- Јован Лукић, фудбалер
- Антони Шарчевић, фудбалер
- Лиам Хигинс, рагбиста
- Марко Станојевић, рагбиста
- Стефан Рачфорд, рагбиста
- Алекса Богдановић, тенисер
- Весна Станојевић, глумица